# ¿De qué mal morirá?
|  |

El aguafuerte ¿De qué mal morirá? es un grabado de la serie Los Caprichos del pintor español Francisco de Goya. Está numerado con el número 40 en la serie de 80 estampas. Se publicó en 1799.

## Interpretaciones de la estampa
Existen varios manuscritos contemporáneos que explican las láminas de los Caprichos. El que se encuentra en el Museo del Prado se tiene como autógrafo de Goya, pero parece más bien despistar y buscar un significado moralizante que encubra significados más arriesgados para el autor. Otros dos, el que perteneció a Ayala y el que se encuentra en la Biblioteca Nacional, realzan la parte más escabrosa de las láminas.
- Explicación de esta estampa del manuscrito del Museo del Prado: El médico es excelente, meditabundo, reflexivo, pausado, serio.¿Qué más hay que pedir?.[2]

- Manuscrito de Ayala: El médico es excelente, meditabundo y pausado.[2]

- Manuscrito de la Biblioteca Nacional: No hay que preguntar de que mal ha muerto el enfermo que hace caso de médicos bestias e ignorantes.[2]

## Las estampas de Asnerías
- Capricho n.º 37: ¿Si sabrá más el discípulo?
- Capricho n.º 38: ¡Bravísimo!
- Capricho n.º 39: Hasta su abuelo
- Capricho n.º 40: ¿De qué mal morirá?
- Capricho n.º 41: Ni más ni menos
- Capricho n.º 42: Tú que no puedes